# Orlando Canizales
Orlando Canizales (Laredo, 25 novembre 1965) è un pugile statunitense.
La International Boxing Hall of Fame lo ha riconosciuto fra i più grandi pugili di ogni tempo.

## Gli inizi
Professionista dal 1984.

## La carriera
Campione del mondo dei pesi gallo dal 1988 al 1994, difese il titolo per ben 16 volte consecutive.